# 石巻市立門脇小学校
石巻市立門脇小学校（いしのまきしりつ かどのわきしょうがっこう）は、宮城県石巻市門脇町にあった公立小学校である。2011年の東北地方太平洋沖地震（東日本大震災）における適切な避難が評価された。閉校後の校舎は石巻市が運営する震災遺構となっている。

## 沿革
- 1873年（明治6年）- 創立[3]。
- 1887年（明治20年）- 石巻小学校の分校となる。
- 1896年（明治29年）- 釜分教場創立。
- 1902年（明治35年）- 現在の場所に新築移転。
- 1929年（昭和4年）- 門脇尋常小学校に改称。
- 1941年（昭和16年）- 門脇国民学校に改称。
- 1946年（昭和21年）- 釜分校から独立し、釜国民学校が開校。
- 1947年（昭和22年）- 門脇小学校に改称。
- 1979年（昭和54年）- 大街道小学校が独立開校。
- 1982年（昭和57年）- 新校舎完成。
- 2011年（平成23年）3月11日 - 東日本大震災で被災。
- 2012年（平成24年）- 門脇中学校内に仮校舎完成。
- 2015年（平成27年）3月22日 - 閉校式を挙行[1]。

## 東日本大震災

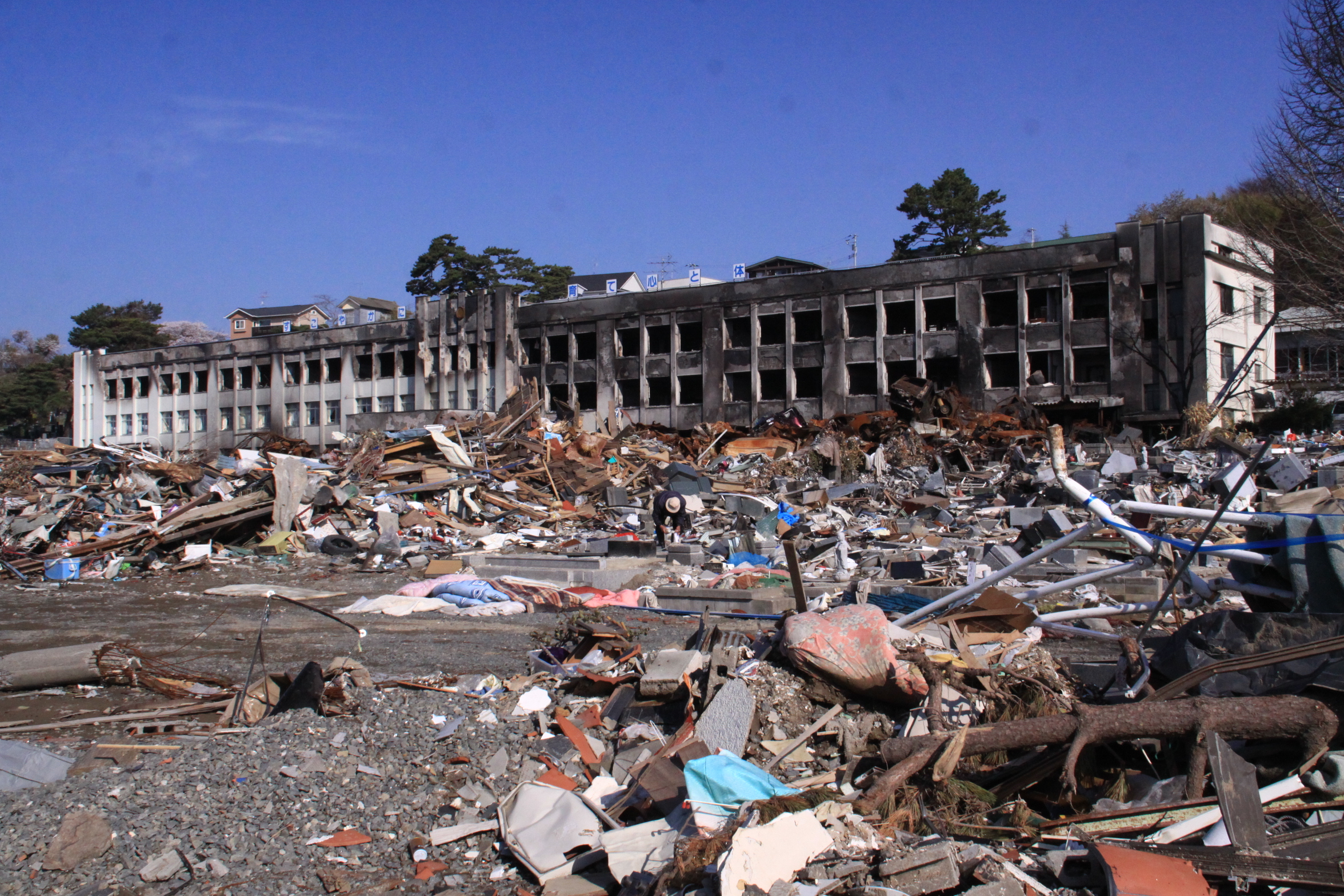
震災から1か月後（2011年4月）の当校

地震発生当時、全校児童300人のうち240人が校内に残っていたが、直後より教師の誘導のもと裏山の日和山に避難を開始した。下校したあとで戻ってきた人数を含めて275名の児童が避難した。
児童の保護者らも迎えに学校に来ていたが、安全が確認できないとして保護者も山に登らせた。校舎には新たに避難してくる人を誘導するために4人の職員が残っていた。やがて住宅や電柱をなぎ倒して津波が押し寄せてきたため、校舎に残っていた40人の住民と職員も急いで山に避難した。
当校では、かねてより日和山への避難訓練が実施されていた。そのため、意思決定で揉めることなく、児童・教職員・保護者に至るまでスムーズに避難が行われた。震災により、すでに下校していた児童のうち7名が死亡したが、在校していた児童は全員無事であった。適切な避難ができずに過半数の児童が死亡した大川小学校とは対照的な結果となった。
当校がある地区での津波の高さは6メートルを超え、校庭に停めてあった保護者の車を含め多数の自動車が流された。やがて漏れ出したガソリンが引火して校舎は炎に包まれた。消防庁によると当校の付近では56,100 m2もの土地が延焼した。また、津波と余震のために消火活動ができず、火災は3日間継続した。児童たちは4か所の避難所に分かれて生活した。
被災した校舎は損傷がひどく再使用は断念され、門脇中学校に間借りして授業が再開されたが、震災により学区内の児童が減少し、増加が見込めないため、2015年をもって石巻小学校と統合し閉校した。

## 震災遺構
門脇町の住民の間では被災した校舎の早期の解体撤去を望む声があった一方、震災遺構として保存し教訓を後世に伝えるべきという意見も出た。2013年時点で、すでに多くの被災建築物が解体されていたものの、校舎については震災遺構として部分的な保存が図られることとなった。保存を求める声の中には全部保存を求める意見もあったが、市は維持管理費の抑制などのため中央部の約67メートルを保存することとした。保存場所は当校跡地または南浜地区に整備予定の復興祈念公園という計画となった。
市は2019年度より8億5000万円をかけて整備を実施し、校舎は中央部の6教室分のみを残して解体の上、残部の補強を実施した。中央部を除く解体は2019年12月に着手され、2020年2月までにほぼ完了した。これに先立つ2019年10月9日には報道関係者に対する「最後の内部公開」が実施された。
整備後も内部は非公開とし、代わりに津波と火災の痕跡を外側から見るため鉄筋3階の観察棟が設けられた。また特別教室棟と体育館は展示スペースとなった。
震災遺構「旧門脇小学校」は2022年3月30日に開館式が行われ、同年4月3日から一般公開が開始された。体育館では石巻市内で使われていた応急仮設住宅2棟や、消防団および市の公用車の被災車両2台が展示されている。開館時間は午前9時から午後5時で、月曜日は休館する。ただし、震災の月命日である毎月11日、みやぎ県民防災の日である6月12日、防災の日である9月1日、津波防災の日である11月5日は開館する。

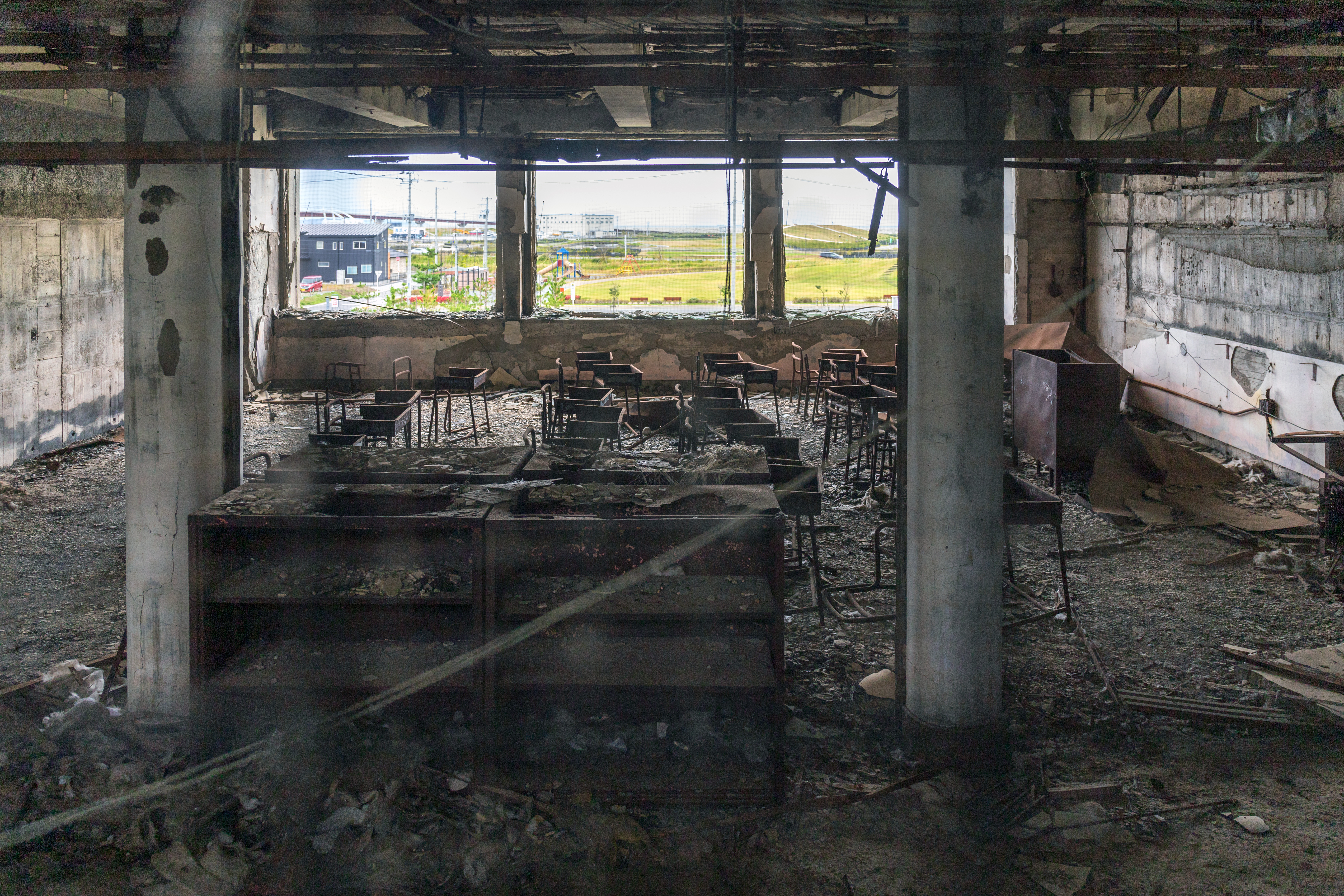
火災で焼け焦げた校舎内部
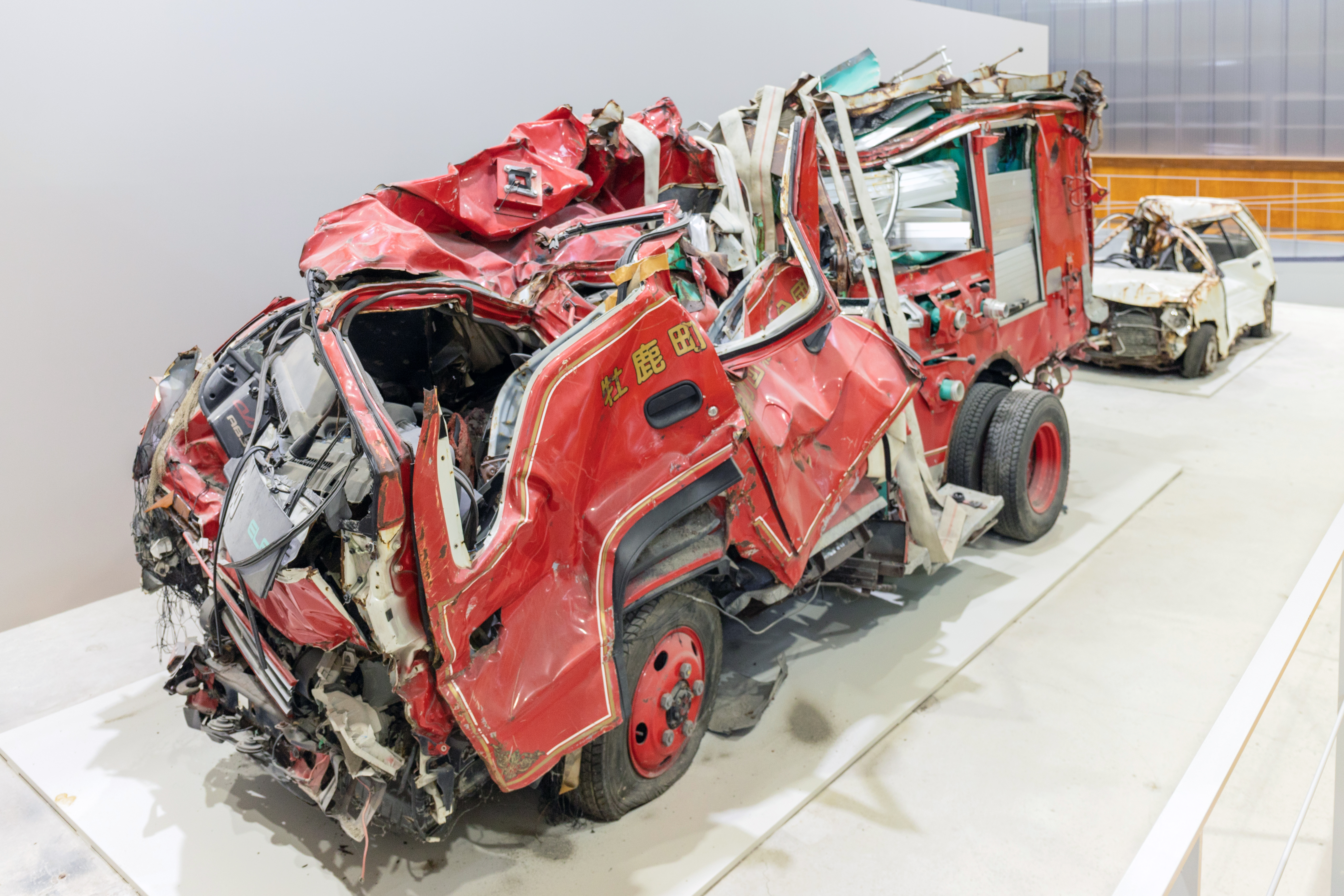
消防団の被災車両
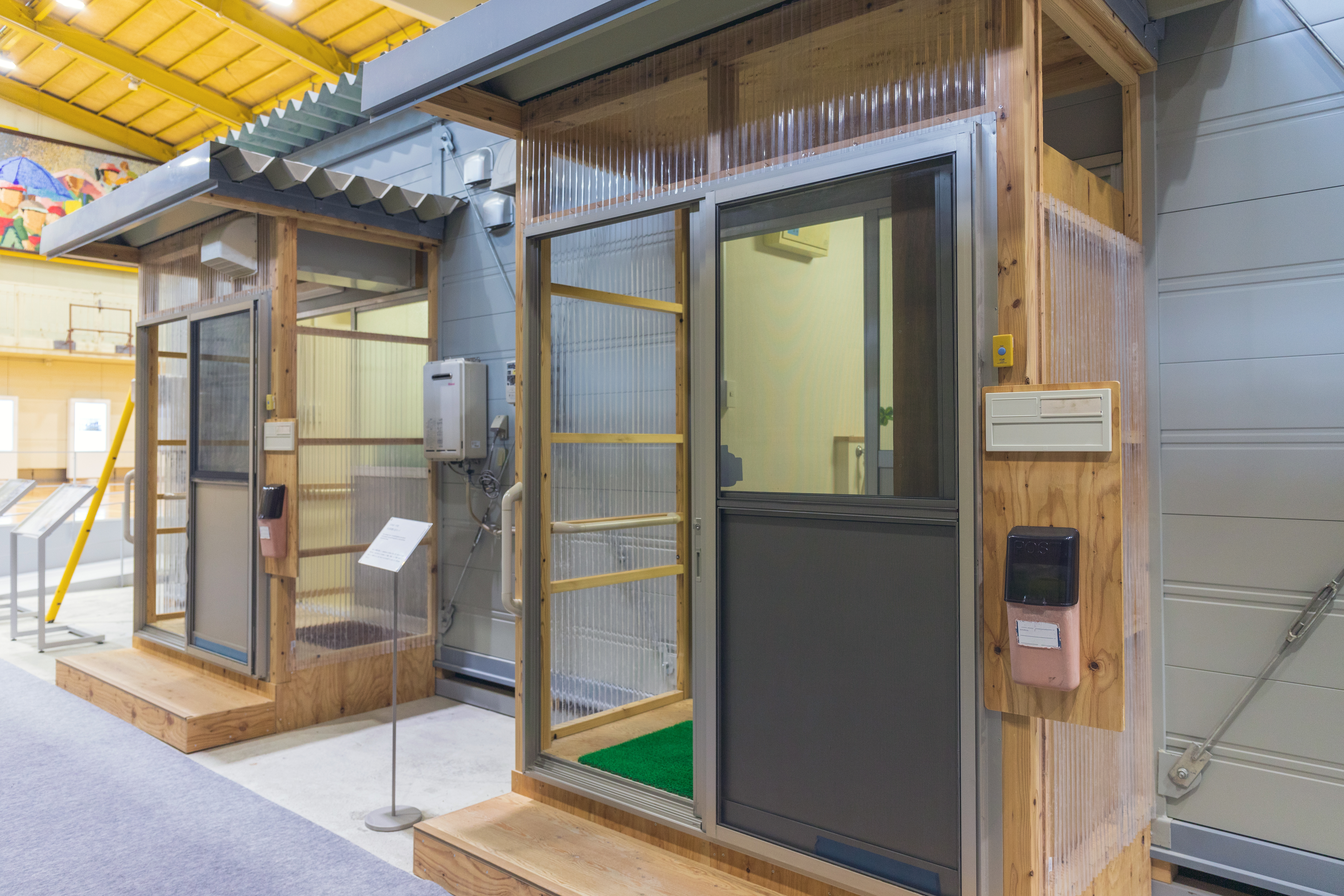
応急仮設住宅ユニット

## 閉校時の学区
学区は以下の通りである。
- 門脇町2丁目 - 5丁目
- 日和が丘2丁目（11番 - 13番）・4丁目
- 南光町1丁目・2丁目（1番を除く）
- 南浜町1丁目 - 4丁目
- 雲雀野町1丁目・2丁目
- 潮見町

なお、閉校後は統合先である石巻市立石巻小学校がこれらの学区を担当している。
卒業後は、公立中学校であれば石巻市立門脇中学校へ進学していた。

## 卒業生
- 由利徹（喜劇俳優）
- 辺見庸（作家・ジャーナリスト）
- 涼風真世（女優・声優・歌手）※2年生まで在籍
- 松浦慶斗（プロ野球選手）※2年生まで在籍